# 克里斯托瓦爾·巴倫西亞加
克里斯托瓦爾·巴倫西亞加（西班牙語：Cristóbal Balenciaga，1895年1月21日—1972年3月23日）是一位西班牙流行設計師，時尚品牌巴黎世家的創辦人。
出生於巴斯克地區格塔里亞，巴倫西亞加年少時前往馬德里學習裁縫。1919年他在聖塞巴斯提安的第一間店鋪開幕，隨後店面擴張至馬德里和巴塞隆納等其他城市。第二次世界大戰結束後巴倫西亞加的事業迅速發展，他與可可·香奈兒、克里斯汀·迪奧等人同為當時時尚的指標人物。1960年比利時王后法比奧拉在婚禮上穿的婚紗即是巴倫西亞加所設計。巴倫西亞加於1972年去世。